# Liceum Ogólnokształcące im. ks. kard. Stefana Wyszyńskiego w Staszowie
Liceum Ogólnokształcące im. ks. kard. Stefana Wyszyńskiego w Staszowie – jedna ze staszowskich szkół ponadpodstawowych.

## Historia
W listopadzie 1917 roku w Staszowie zostało utworzone Prywatne Gimnazjum Koedukacyjne im. Polskiej Macierzy Szkolnej w Staszowie. Była to szkoła humanistyczna, w której od 1921 roku wprowadzono koedukację. W 1921 roku dla szkoły zakupiono budynek od księżnej Róży Radziwił. W roku szkolnym 1923/1924 Minister Wyznań Religijnych i Oświecenia Publicznego nadał szkole status gimnazjum państwowego. W 1926 roku gimnazjum wraz z majątkiem zostało przekazane miastu i szkoła była prowadzona przez Towarzystwo Gimnazjum Koedukacyjnego Humanistycznego w Staszowie. W 1940 roku Niemcy zamknęli szkołę - zamieniając ją na magazyn wojskowy. W tym czasie prowadzono tajne nauczanie. 
Po zakończeniu II wojny światowej szkoła wznowiła działalność. 9 października 1945 roku gimnazjum zostało upaństwowione. Od 16 kwietnia 1948 roku wśród społeczności uczniowskiej działała tajna antykomunistyczna organizacja niepodległościowa o nazwie Młode Wojsko Polskie. W 1952 roku gimnazjum zostało przemianowane na Państwową Szkołę Ogólnokształcącą Stopnia Licealnego. 
W 1960 roku oddano do użytku nowy budynek szkolny przy ul. 11 Listopada. W 1968 roku szkoła otrzymała sztandar. W 1993 roku  szkoła otrzymała imię ks. kard. Stefana Wyszyńskiego i nowy sztandar. W latach 1999–2001 zbudowano halę sportową.
Dyrektorzy szkoły:
1918–1919. Józef Dąbrowski.
1919–1920. Eugeniusz Przybyszewski.
1020–1923. Szymon Zmarz.
1923–1927. Marian Bielawka.
1927–1929. Józef Żołnierek.
1929–1930. Kazimierz Szokalski.
1930–1933. Henryk Wiśniewski.
1933–1950. Stefan Kopczyński
1950–1953. Władysław Cudzich.
1953–1954. Julian Niedzielski.
1954–1961. Stanisław Bień.
1961–1973. Józef Dyk.
1973–2001. Adam Koziński.
2001–2012. Jolanta Zdrojkowska.
2012–2022. Anna Karasińska
2022– nadal Łukasz Bartłomiejczuk.

## Znani absolwenci
- ks. dr hab. prof. Roman Bogusław Sieroń – duchowny rzymskokatolicki, profesor KUL.